# Catocala eutychea
Catocala eutychea là một loài bướm đêm thuộc họ Erebidae. Loài này có ở phần phía đông của Địa Trung Hải, especially Balkan.
Có một lứa một năm. Con trưởng thành bay từ tháng 6 đến tháng 8.
Ấu trùng ăn Quercus coccifera.